# 荷蘭廣播愛樂樂團
荷蘭廣播愛樂樂團（荷蘭語：Radio Filharmonisch Orkest，RFO）由名指揮家艾柏德·范·拉爾德（Albert van Raalte）於1945年創立，並於其後由保羅·范·康賓、伯納德·海廷克、尚·弗爾尼、韋林·范·奧達盧、翰斯·凡克及薩桀奧·科米斯安納等名指揮領導該樂團。
名指揮艾度·迪華特亦曾於1989年出任該樂團之總指揮，並服務該樂團十多年，直至2004年12月因私人理由辭任。迪華特於辭任後仍擔任該樂團之桂冠指揮；而繼任總指揮的則是傑普·范·史韋登。